# مارتي شميت
مارتي شميت (بالإنجليزية: Marty Schmidt)‏ هو مرشد جبلي ‏ نيوزلندي، ولد في 10 يونيو 1960، وتوفي في 27 يوليو 2013 في جبل كي 2 في باكستان.